# 丹麦工业辛迪加
丹麦工业辛迪加(DISA)是丹麦一家以轻武器生产闻名的制造业公司。如麥德森輕機槍。
1900年成立“麦德森股份公司”（Compagnie Madsen A/S），从事金属铸造。
1936年，从丹麦步枪辛迪加（Dansk Rekyl Riffel Syndikat A/S）更名为丹麦工业辛迪加（Dansk Industri Syndikat A/S）。

## 产品

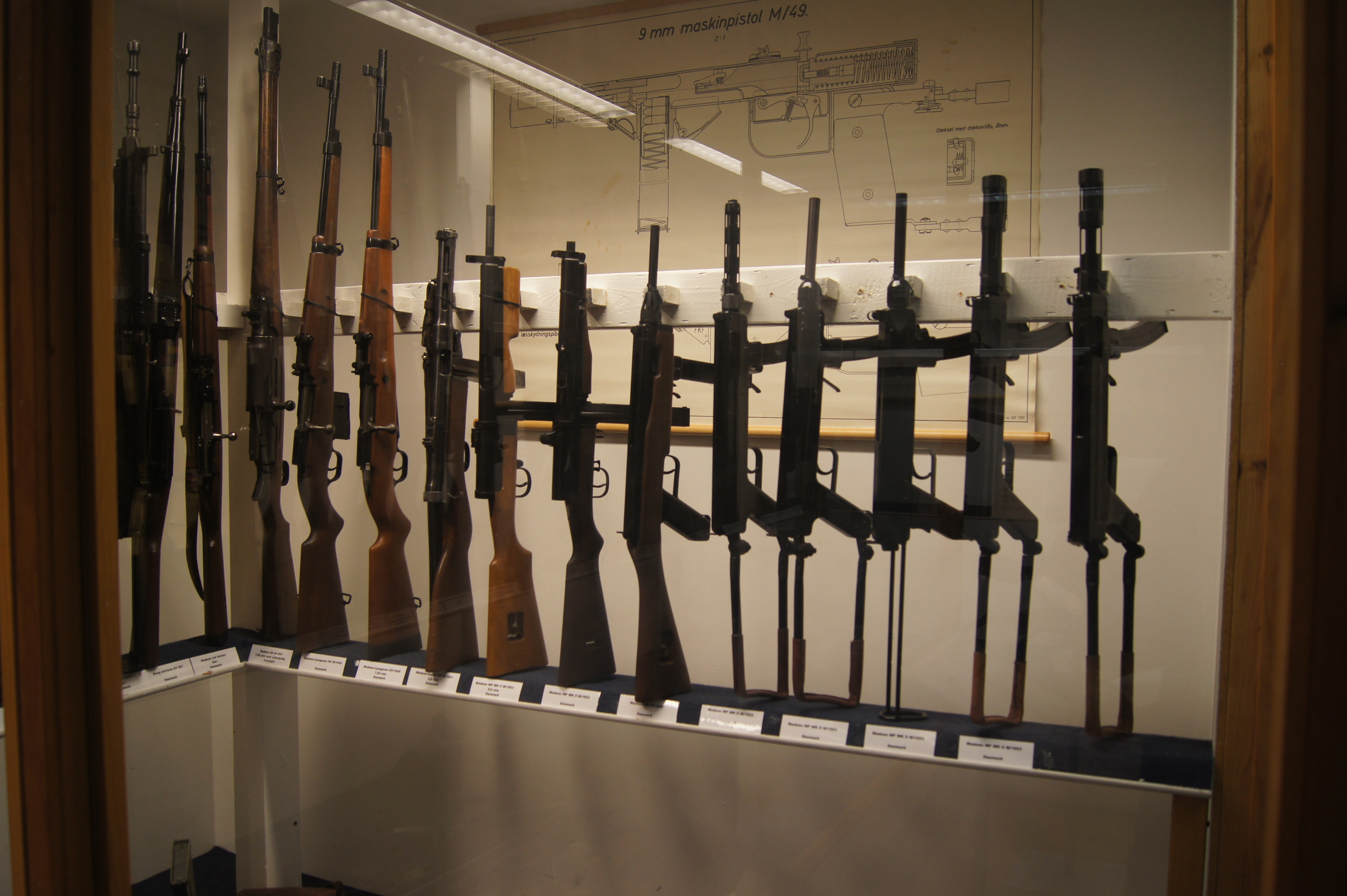
不同的麦德森轻武器

- Madsen M1888 Self Loading rifle（英语：Madsen M1888 Self Loading rifle）[1][2]
- Madsen M1896 Flaadens Rekylgevær（英语：Madsen M1896 Flaadens Rekylgevær）[1][2]
- 麥德森輕機槍[3]
- Schouboe Automatic Pistol（英语：Schouboe Automatic Pistol）
- Lettet-Forsøgs submachine gun（英语：Lettet-Forsøgs submachine gun）
- Madsen-Saetter machine gun（英语：Madsen-Saetter machine gun）
- Madsen M45（英语：Madsen M45）[3]
- Madsen-Ljungmann Self Loading rifle M. 1945（英语：Madsen-Ljungmann Self Loading rifle M. 1945）[3]
- Madsen M47（英语：Madsen M47）
- 51 mm Madsen Grenade launcher M 1947（英语：Madsen Grenade launcher M 1947）[3]
- Madsen M50（英语：Madsen M50）[3]
- Madsen LAR（英语：Madsen LAR）
- 麦德森20毫米机关炮[3]